# ROLAP
Relational On Line Analytical Processing - ROLAP deriva-se de OLAP, utiliza a tecnologia de banco de dados relacionais para armazenar seus dados, bem como suas consultas são também processadas pelo gerenciador do banco de dados relacional.